# Buchnera ramosissima
Buchnera ramosissima är en snyltrotsväxtart som beskrevs av Robert Brown. Buchnera ramosissima ingår i släktet Buchnera och familjen snyltrotsväxter. Inga underarter finns listade i Catalogue of Life.